# بهای خاتمه
بهای خاتمه یا نرخ خاتمه یکی از سه مولفه هزینه ارائه‌دهنده خدمات تلفنی است و بیشترین تنوع را دارد.
در هر تماس بین شهری در ایالات متحده، مشتری هزینه‌های زیر را پرداخت می‌کند:
- مبدأ (خدمات بوق آزاد): برقراری تماس از تجهیزات مشتری درمبدا به دفتر مرکزی یا تلفن‌خانه یک شرکت تلفنی). در عصر خدمات تلفن محلی سیمی (که با همه‌گیر شدن خدمات سلولی از سال ۲۰۱۰ آرام آرام به پایان می‌رسید) این کار معمولاً توسط یک شرکت واحد در هر منطقه انجام می‌شد.
- انتقال سیگنال (تماس) به یکی دیگر از دفترهای شرکت تلفن در نزدیکی دریافت‌کننده تماس.
- خاتمه، تکمیل تماس از دفتر مرکزی شرکتِ گیرنده به تجهیزات مشترک گیرنده.[۱]